# Église Sainte-Croix de Saint-Lô
Pour les articles homonymes, voir Église Sainte-Croix.
L'église abbatiale Sainte-Croix de Saint-Lô et un édifice catholique qui se dresse sur le territoire de la commune française de Saint-Lô, dans le département de la Manche, en région Normandie. Son clocher est labellisé Patrimoine du XXe siècle.

## Localisation
L'église Sainte-Croix est située à Saint-Lô, dans le département français de la Manche.

## Historique
Construite au XIIIe siècle, l'église, vestige de l'ancienne abbaye augustinienne Sainte-Croix de Saint-Lô, qui a disparu après la Révolution, a été profondément remaniée par des rénovations successives, notamment au XIXe siècle. En outre les abbés et les religieux disposaient d'un refuge assuré en temps de guerre, à l'intérieur du Chastel (l'Enclos) de Saint-Lô, dans une « maison » appelée « la Petite-Abbaye » dans la rue de la Court-l'Évêque, autrement du Château.
À la suite de la prise de la ville de Saint-Lô le 22 juillet 1346 par le roi d'Angleterre, Édouard III, lors de sa chevauchée, sur le sol français, ce dernier fit décrocher les trois crânes, des chevaliers décapités le 3 avril 1344, vingt-sept mois plus tôt : Jean de la Roche-Tesson, Guillaume Bacon et Richard de Percy, principaux soutiens de Geoffroy d'Harcourt, accusés notamment d'avoir participé à un complot visant à placer celui-ci à la tête du duché de Normandie par une alliance secrète avec Édouard III d'Angleterre, et qui avaient été fichés sur les murailles de la ville (probablement la porte Dollée). Après avoir été mis dans une châsse de luxe, les trois crânes furent enterrés solennellement dans l'église des chanoines réguliers de Saint-Lô, où ils furent retrouvés quatre siècles plus tard, en 1746, à l'occasion de fouilles faites sous le pavé de l'église abbatiale.
En 1636, l'église Sainte-Croix fut rattachée à la congrégation des Génovéfains.
Lors des bombardements de 1944, le clocher de 1860 — ajouté latéralement — s'est effondré. Le corps du major Howie a été déposé sur ses ruines.

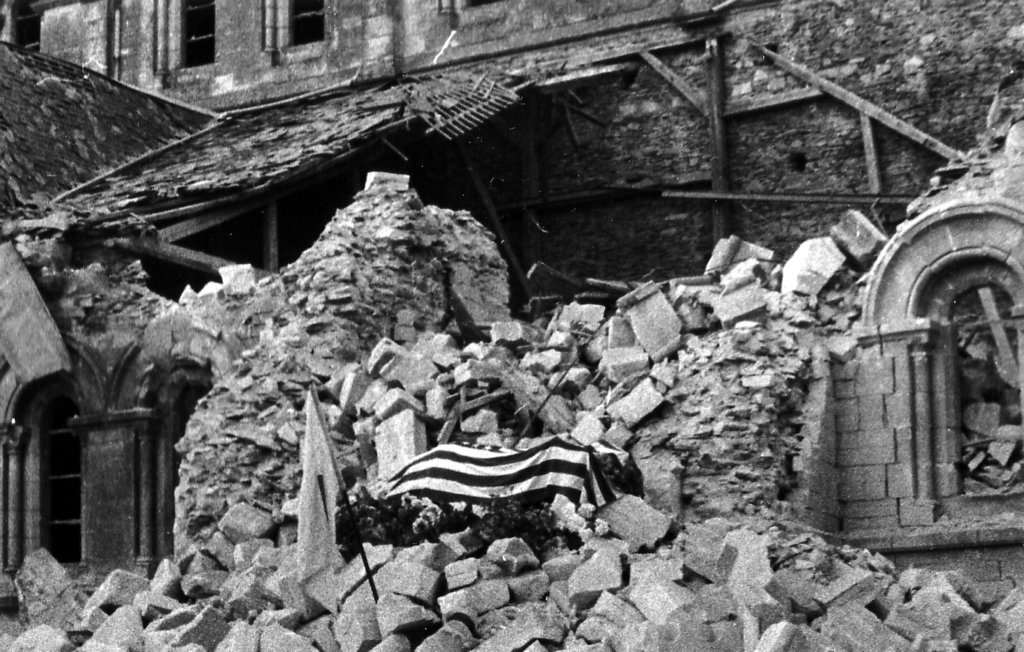
Les ruines de l'église en 1944, avec le drapeau recouvrant le corps du major Howie.

En 1957, un campanile de béton à croisillons, labellisé « Patrimoine du XXe siècle », a été érigé sur le parvis par l'architecte Marcel Mersier.

## Description
L'ancienne église abbatiale reconstruite en style néo-roman sous le Second Empire, a conservé, grâce à l'action de Mérimée, son portail occidental ainsi que quelques chapiteaux romans.
Sur le porche ancien figure une représentation du Paganisme enchaîné : un homme, le païen, est enchaîné par deux personnages. Le tympan est orné d'un bas-relief représentant le miracle opéré par saint Laud sur une femme aveugle. L'intérieur de l'église abrite des chapiteaux romans sculptés : la pesée de l'âme, le Christ en croix, l'orfèvre au travail.

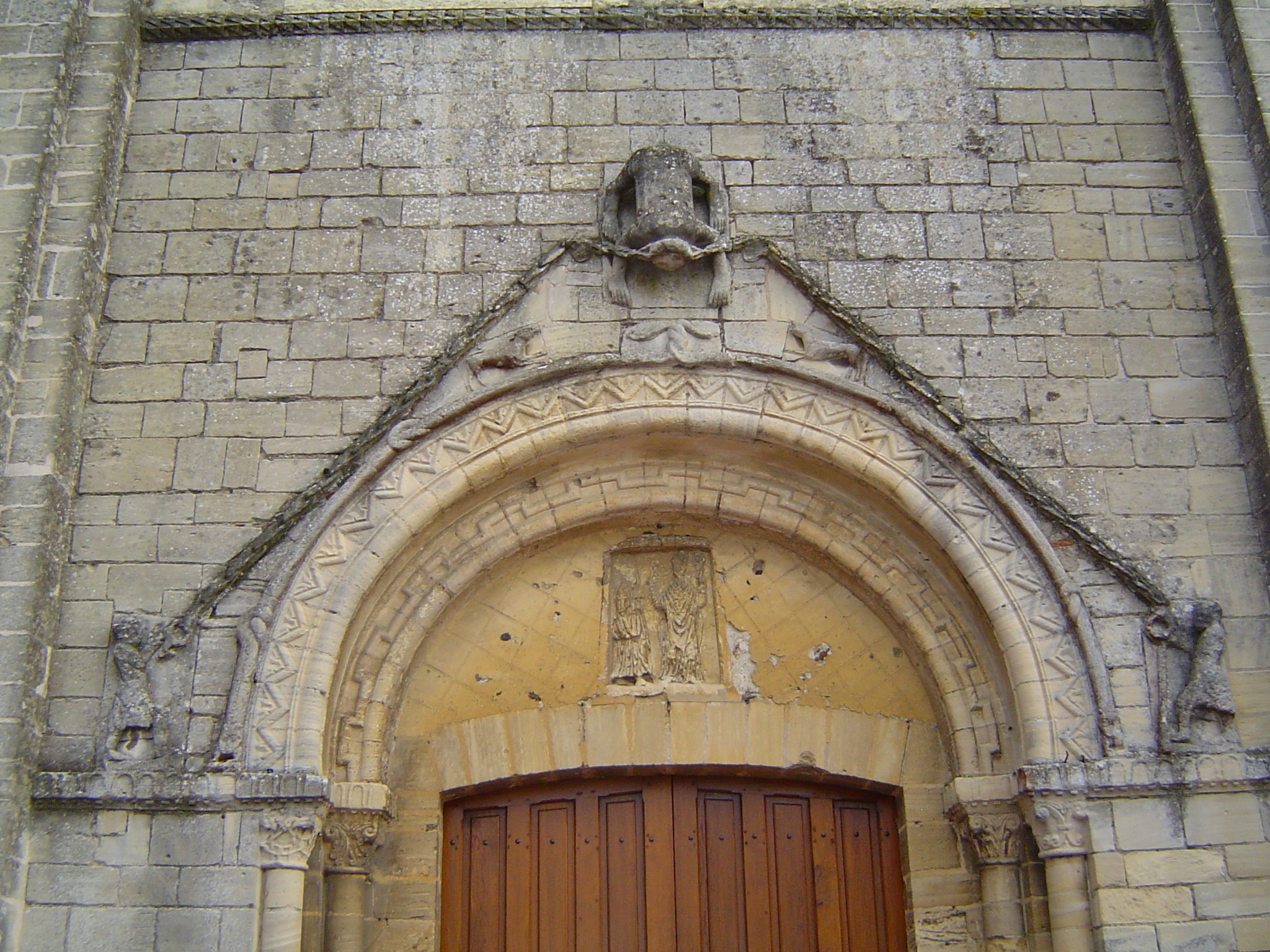
Tympan roman, façade ouest.
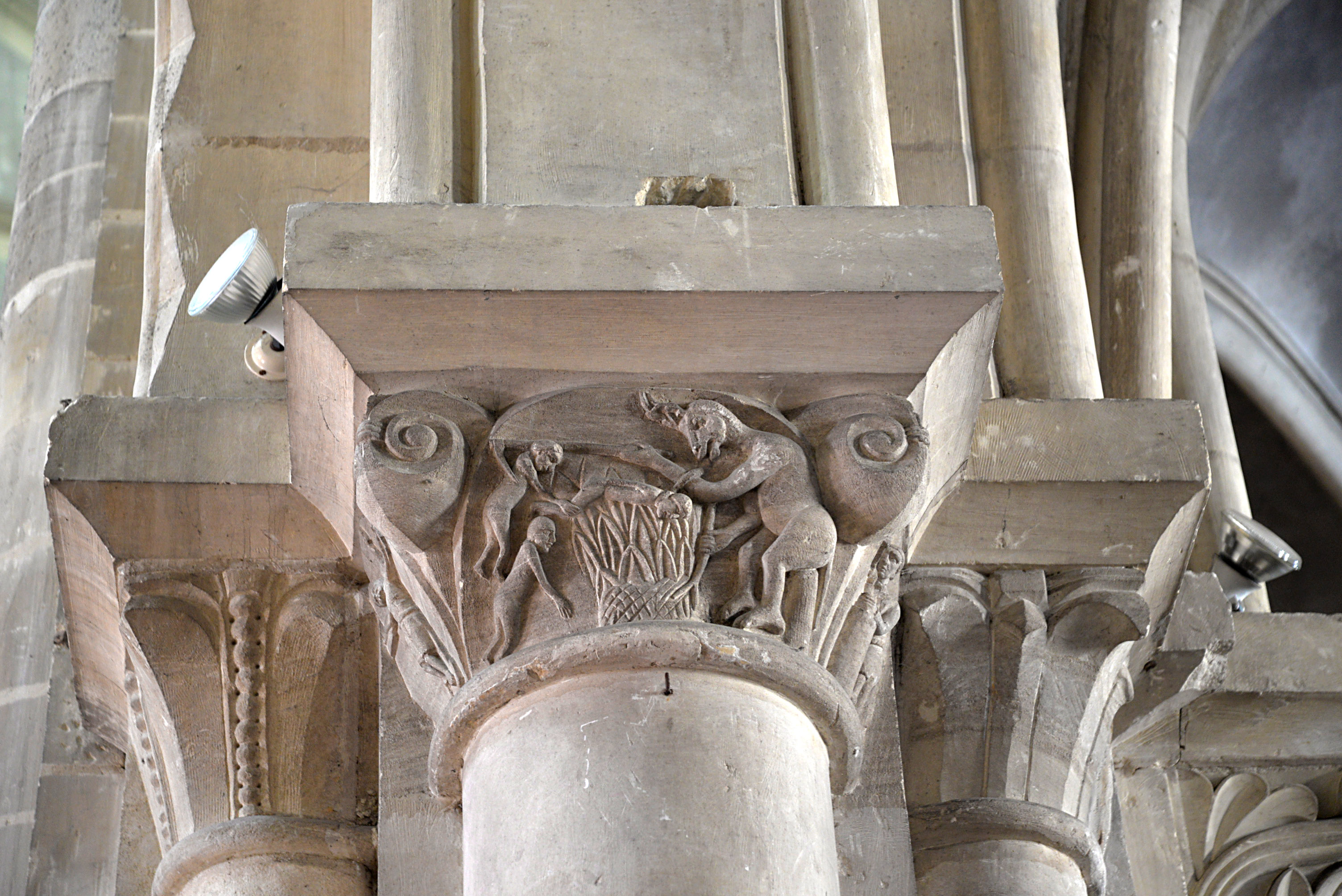
Chapiteau roman de la nef : les tourments de l'enfer.
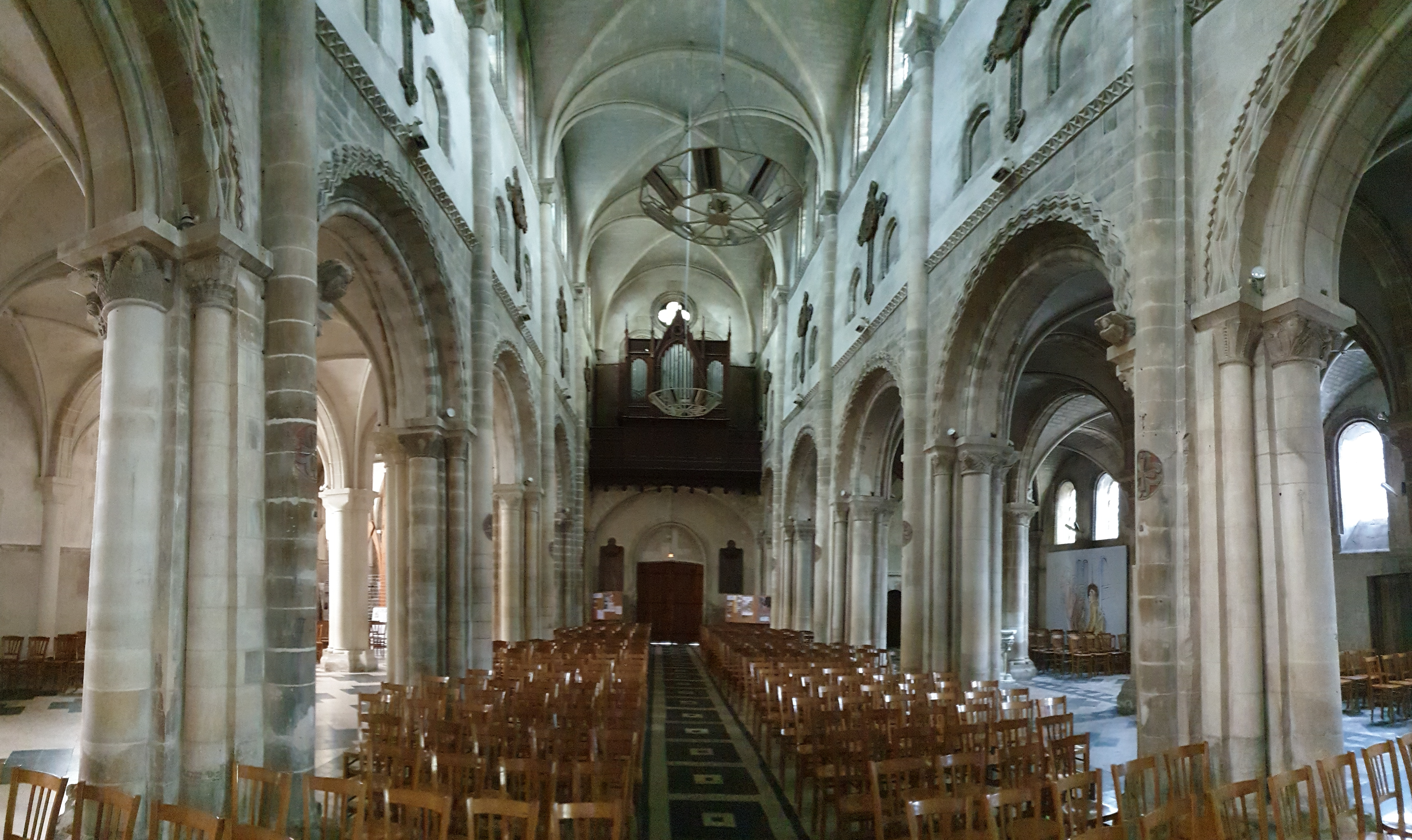
La nef, avec l'orgue et les  collatéraux ajoutés au XIXe siècle.

## Mobilier
Le maître-autel mesure 2,25 mètres de hauteur sur près de 4 mètres de long. Le tabernacle est cantonné par un retable aux douze Apôtres qui sont comme en mouvement. L'autel de la Vierge, situé sur le bas-côté, est un exemple des autels polychromes du XIXe siècle : les bas-reliefs sont la reproduction réduite de ceux de la cathédrale Saint-Gervais-et-Saint-Protais de Soissons réalisés par Viollet-le-Duc. Ces deux autels ont été restaurés en 2006 pour un montant de 23 601 €.

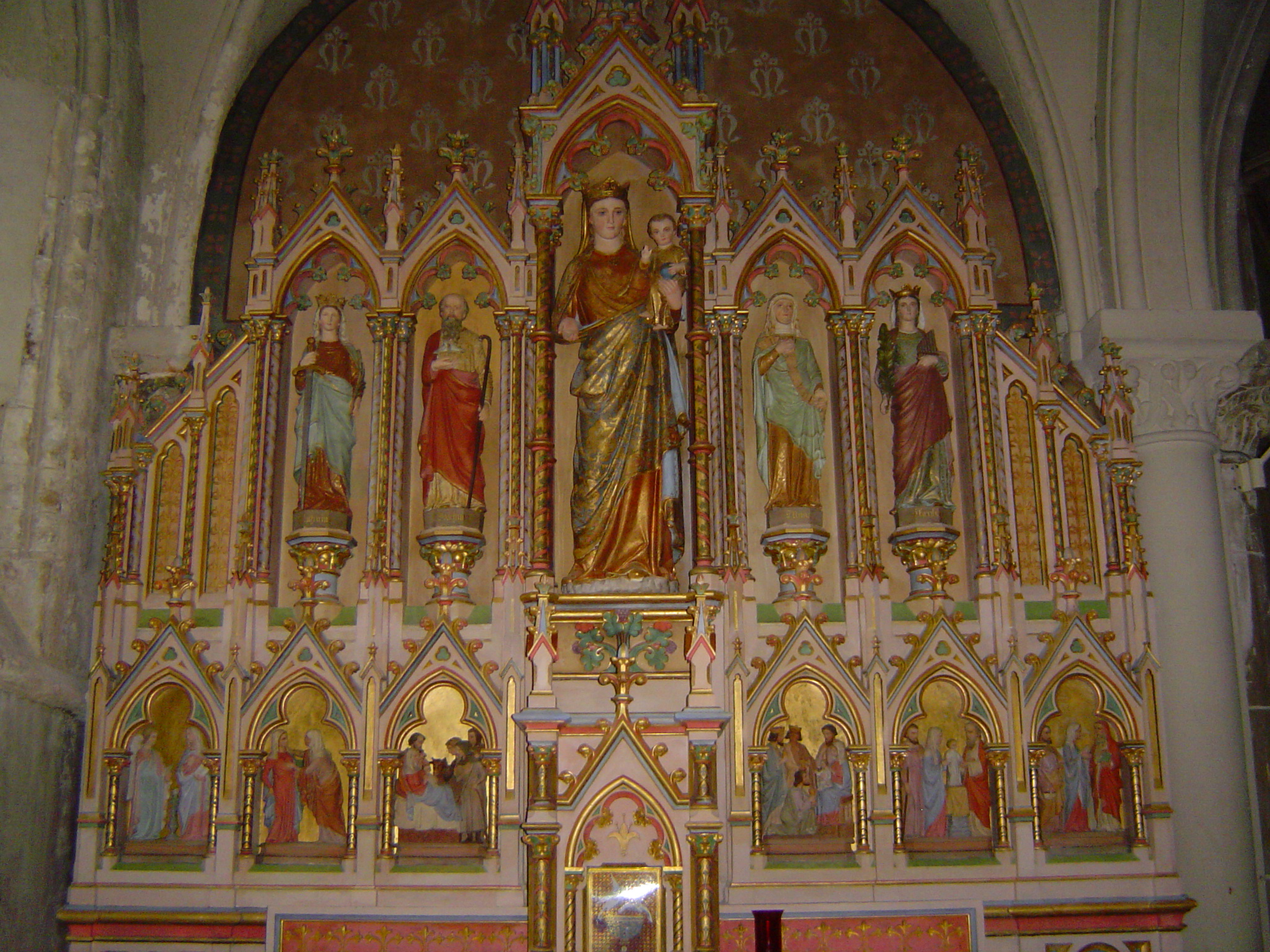
Autel de la Vierge.
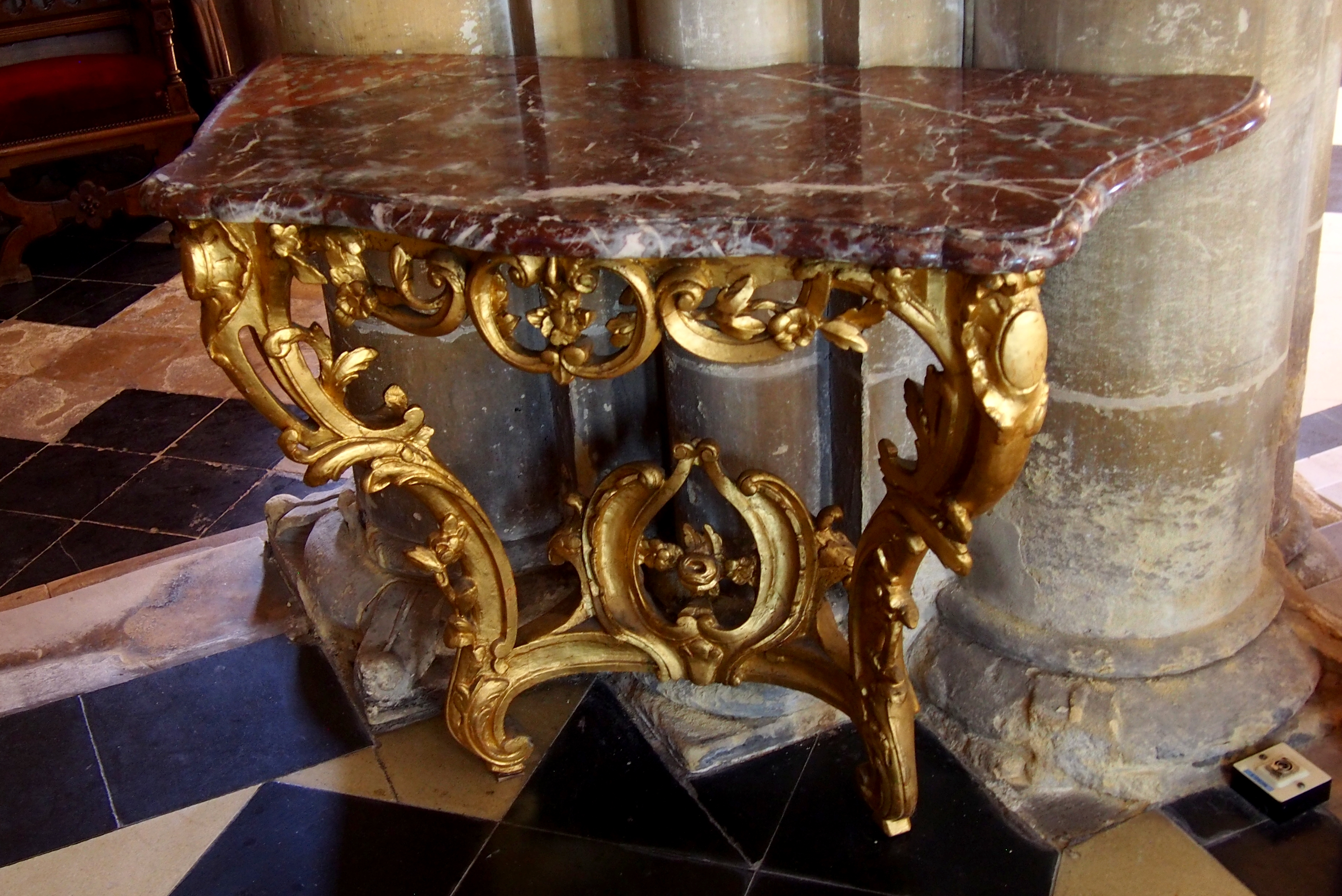
Console du XVIIIe siècle.

### Objets classés aux monuments historiques
| Objet                                              | Période de l'objet | Statut patrimonial |
| -------------------------------------------------- | ------------------ | ------------------ |
| Orgue de tribune                                   | 1893               | Inscrit MH (1997)  |
| Orgue de tribune : partie instrumentale de l'orgue | 1893               | Inscrit MH (1997)  |
| Orgue de tribune : buffet d'orgue                  | 1893               | Inscrit MH (1997)  |
| Deux consoles                                      | XVIIIe siècle      | Inscrit MH (1979)  |

## L'orgue

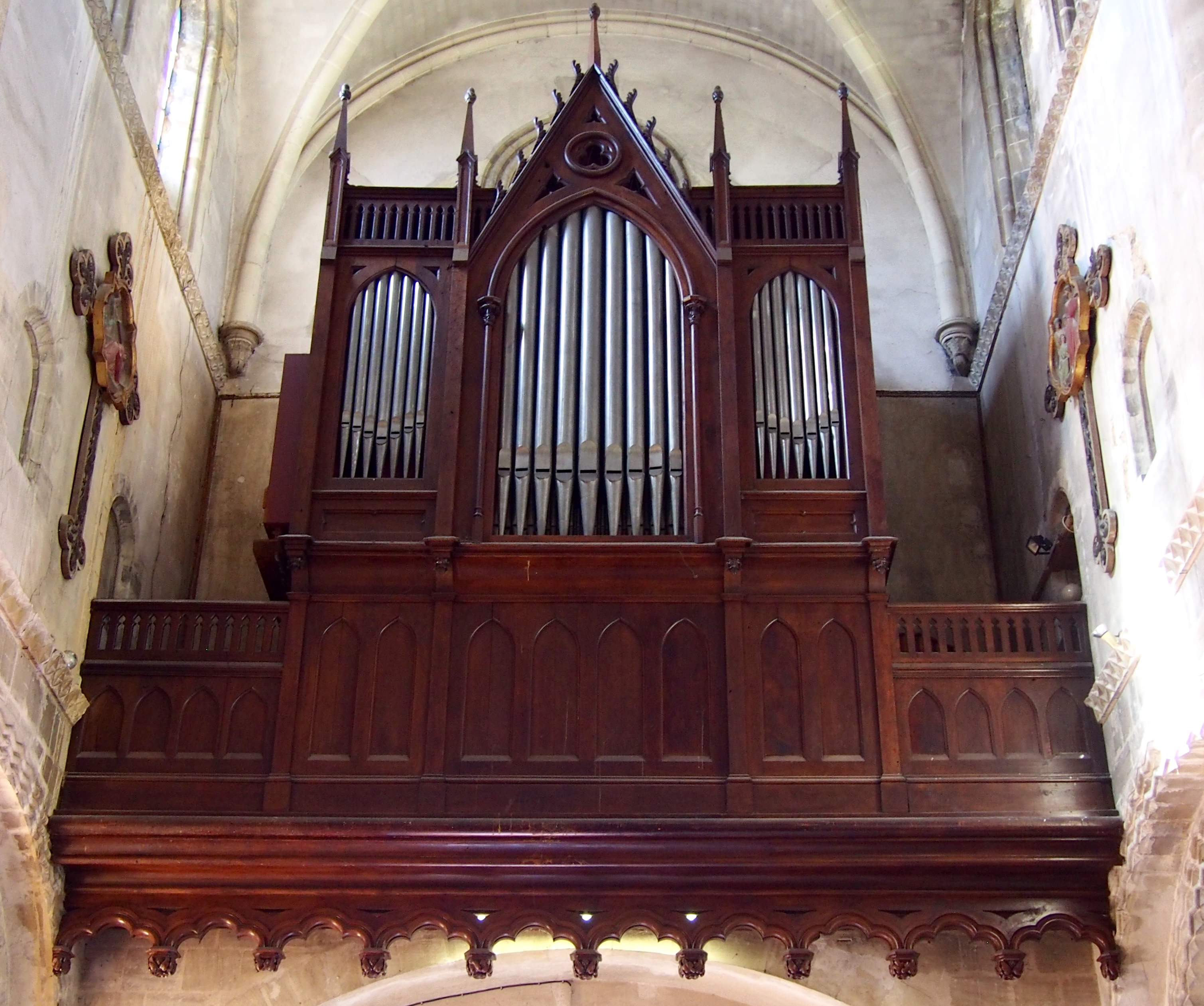
L'orgue.

Au-dessus du portail se trouve l’orgue construit par Louis Debierre en 1892. Classé au titre objet aux  monuments historiques, il a été entièrement restauré par Jacques Nonnet et inauguré en 2003.

## Abbés
- Toussaint Barrin (vers 1506-1581) dit de Vincelles[note 2], chanoine de la Sainte-Chapelle du Palais à Paris, abbé de Saint-Pierre et de Saint-Paul de Ferrières et de Saint-Lô[15], également abbé de Saint-Romain de Blaye et de Saint-Maurice, prêtre et confesseur du connétable Anne de Montmorency et président de son Conseil[16],[17]. Il est inhumé derrière le grand-autel de l'église de l'abbaye Notre-Dame de Gercy.